# Éclaron-Braucourt-Sainte-Livière
Éclaron-Braucourt-Sainte-Livière è un comune francese di 2 039 abitanti situato nel dipartimento dell'Alta Marna nella regione del Grand Est.

## Società

### Evoluzione demografica
Abitanti censiti